# Petra Cicvarić
Petra Cicvarić (Osijek, 29. ožujka 1986.) je hrvatska kazališna i televizijska glumica.

## Filmografija

### Televizijske uloge
- "Na granici" kao Kristina (2018. – 2019.)
- "Pogrešan čovjek" kao Karmela (2018.)
- "Ruža vjetrova" kao Sara Matošić (2011. – 2013.)
- "Najbolje godine" kao Korana Lotar (2009. – 2011.)
- "Luda kuća" kao Marijana (2008.)

### Filmske uloge
- "O****, volim te" kao sestra (2017.)

## Sinkronizacija
- "Balerina i Viktor" kao Nora (2016.)

## Vanjske poveznice
- Petra Cicvarić u internetskoj bazi filmova IMDb-u (engl.)